# Matka Boża Fatimska

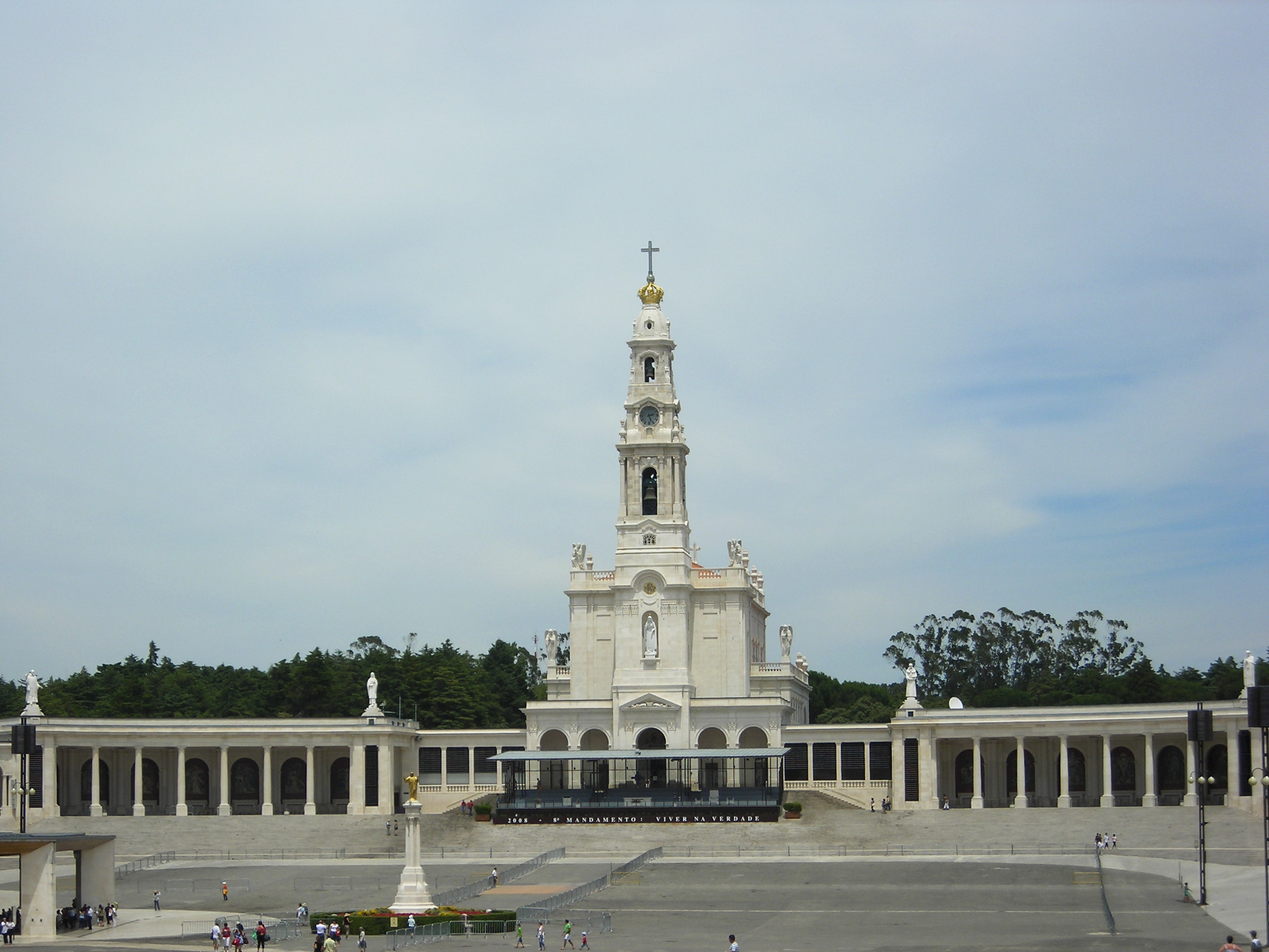
Sanktuarium Matki Bożej Fatimskiej

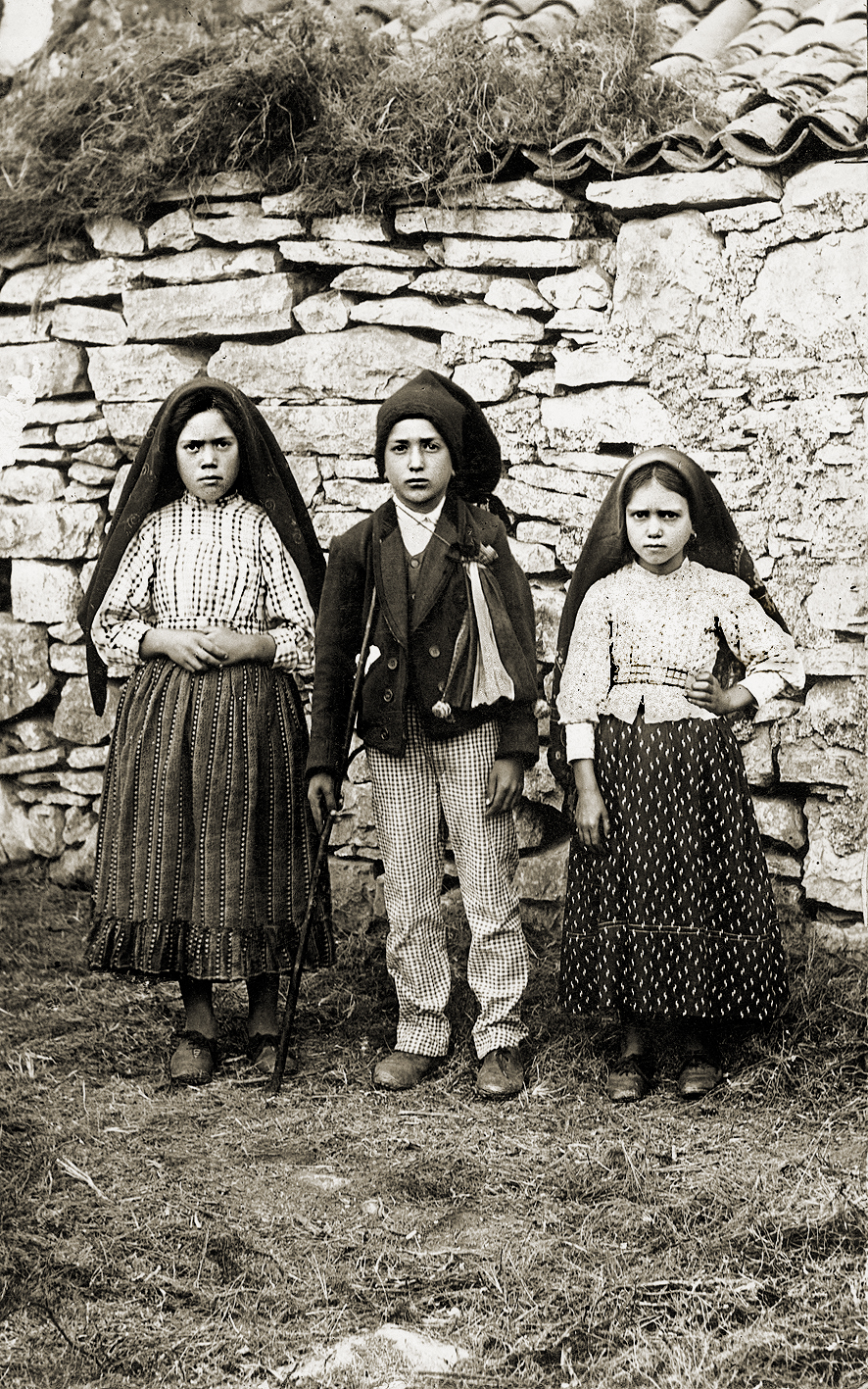
Wizjonerzy Matki Bożej: Łucja dos Santos, Franciszek i Hiacynta Marto

Matka Boża Fatimska – katolicki tytuł Maryi, Matki Jezusa, która objawiła się trojgu dzieci w okolicy portugalskiej miejscowości Fatima przez 6 kolejnych miesięcy poczynając od 13 maja 1917 roku. Byli to Franciszek i Hiacynta Marto oraz Łucja dos Santos. Kościół katolicki po zbadaniu wydarzeń i treści objawień nie znalazł sprzeczności z doktryną i uznał ich autentyczność w 1930 roku.

## Treść objawień
Matka Boża miała zachęcać dzieci z Fatimy do pokuty za dusze w czyśćcu cierpiące, do odmawiania codziennie różańca w intencji nawrócenia grzeszników oraz do modlitwy za pokój. Miała ich też prosić o wybudowanie jej kapliczki w tym miejscu w Fatimie.

## Kult
Już od roku 1927 przybywały do Fatimy zbiorowe pielgrzymki z innych krajów. W latach 1928–1953 w miejscu objawień wzniesiono bazylikę Matki Boskiej Różańcowej, tam też jest pochowana trójka pastuszków. W 1967 ponad milion pielgrzymów z całego świata uczestniczyło we mszy świętej celebrowanej przez papieża Pawła VI. Każdego roku do Sanktuarium w Fatimie przybywa ponad 5 milionów pielgrzymów z całego świata. W 2017 Sejm RP podjął uchwałę w sprawie uczczenia objawień fatimskich w ich 100. rocznicę.

## Modlitwy
- Modlitwy fatimskie
- Litania fatimska
- Nowenna ku czci Matki Bożej Fatimskiej
- Nabożeństwo pierwszosobotnie
- Nabożeństwo Fatimskie

## Chronologia wydarzeń

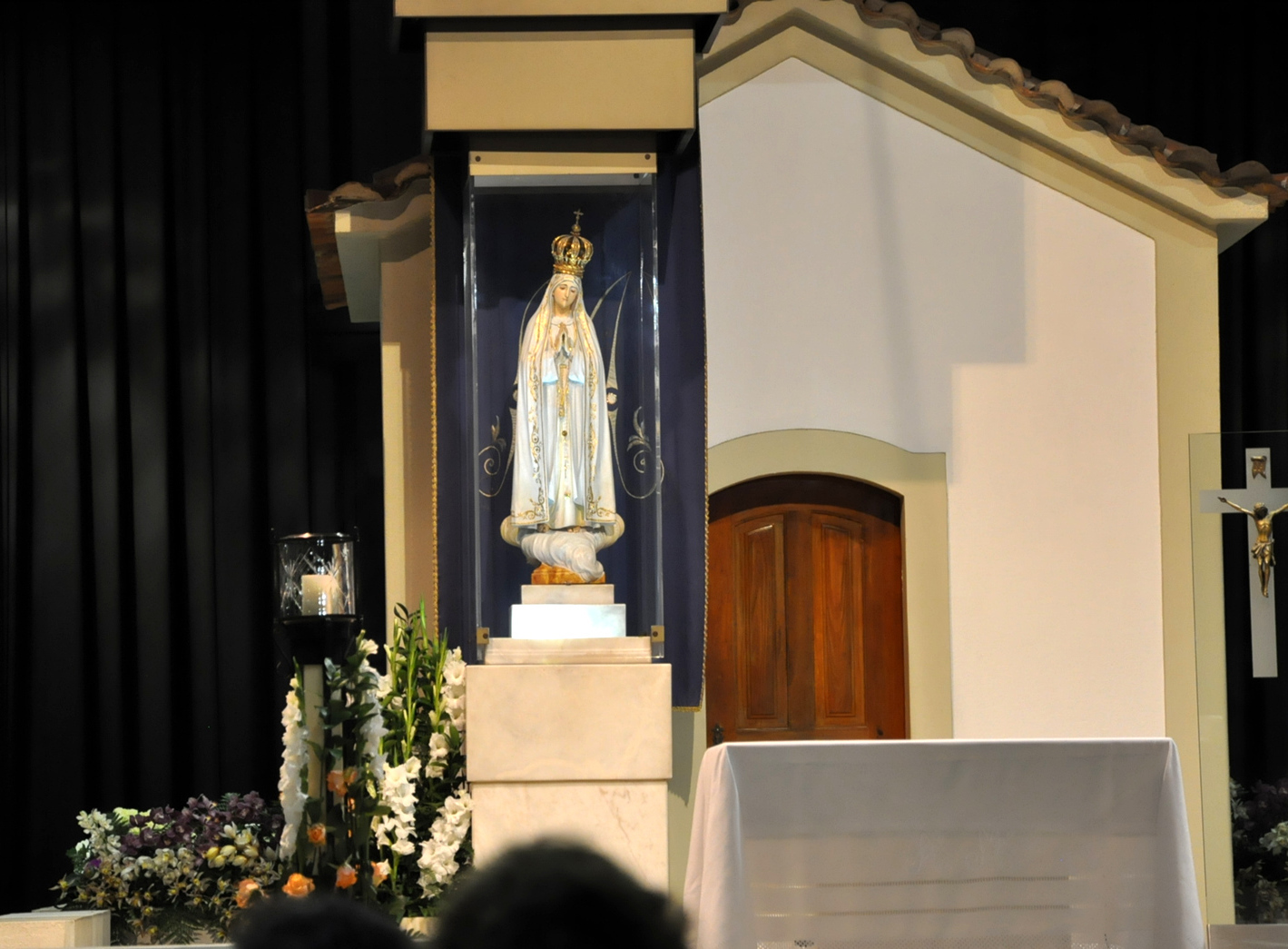
Matka Boża w Kaplicy Objawień

- 13 maja 1917 – miały mieć miejsce pierwsze objawienia Matki Bożej trójce pasterzy z Fatimy
- 13 października 1917 – ostatnie relacjonowane objawienie Matki Bożej trójce pasterzy z Fatimy, cud Słońca. Cud (tzw. taniec Słońca) był widziany przez 70 000 osób[4], wśród nich byli dziennikarze bardzo sceptyczni do objawień, którzy zostali zdumieni tym zjawiskiem. Dziennikarz Avelino de Almeida, z antyklerykalnego pisma O seculo, powtarzał wiele razy w swojej relacji: „Widziałem to... Widziałem to...”[5]
- 28 kwietnia 1919 – początek budowy kaplicy w miejscu objawień
- 13 października 1921 – pierwsze pozwolenie na odprawienie Mszy w tym miejscu
- 13 października 1930 – biskup Leirii zezwolił na kult Matki Bożej z Fatimy
- 13 maja 1931 – pierwsze poświęcenie Portugalii Niepokalanemu Sercu Maryi, uczynione przez Episkopat kraju, mające związek z objawieniami
- 31 października 1942 – Pius XII poświęcił świat Niepokalanemu Sercu Maryi
- 13 maja 1967 – Paweł VI udał się do Fatimy w 50. rocznicę objawień, aby prosić o pokój na świecie oraz o jedność Kościoła
- 12 i 13 maja 1982 – Jan Paweł II udał się do Fatimy jako pielgrzym, aby podziękować za ujście z życiem po zamachu na Placu Św. Piotra
- 12 i 13 maja 1991 – Jan Paweł II udał się do Fatimy w 10. rocznicę zamachu
- 13 maja 2000 – Jan Paweł II podczas swojej 3. podróży do Fatimy beatyfikował Franciszka i Hiacyntę oraz upublicznił treść trzeciej tajemnicy fatimskiej
- 12, 13 i 14 maja 2010 – Benedykt XVI nawiedził sanktuarium w ramach swojej 15. pielgrzymki apostolskiej
- 12 i 13 maja 2017 – Franciszek przybył do sanktuarium, aby uczcić 100. rocznicę pierwszego objawienia. Kanonizował także Franciszka i Hiacyntę Marto.